# Caliópio (homem claríssimo)
Caliópio (em latim: Calliopius) foi um nobre bizantino do fim do século V ou começo do VI. Um homem claríssimo, era filho de Hiério e irmão de Constantino, Antêmio e Alexandre. Segundo testamento de seu pai, recebeu propriedade nas imediações de Constantinopla conhecida como Bitário ou "Estado de Filoteu". Pode ser o conde do Oriente homônimo e/ou o prefeito pretoriano vacante homônimo. Faleceu em algum momento antes de 555.